# Dirk Ifenthaler
Dirk Ifenthaler (* 1974 in Müllheim (Baden)) ist ein deutscher Erziehungswissenschaftler und seit 2015 Inhaber des Lehrstuhls für Wirtschaftspädagogik V, Technologiebasierters Instruktionsdesign an der Universität Mannheim.

## Werdegang
Dirk Ifenthaler absolvierte von 1997 bis 2002 ein Studium in Erziehungswissenschaft, Soziologie und Englische Philologie an der Universität Freiburg. Bis 2010 lehrte und forschte er dort am Lehrstuhl für Lernforschung und Instructional Design und promovierte 2006 bei Norbert M. Seel zu dem Thema Diagnose lernabhängiger Veränderung mentaler Modelle. Von 2010 bis 2012 vertrat er den Lehrstuhl für Erziehungswissenschaft an der Universität Mannheim. 2011 habilitierte Ifenthaler an der Universität Freiburg. Im folgenden Jahr forschte er als Fulbright Scholar-in-Residence am Department of Educational Psychology an der University of Oklahoma, bevor er 2013 eine Forschungsgruppe an Open Universities Australia leitete. Anschließend war er bis 2014 Professor und Direktor des Centre for Research in Digital Learning an der Deakin University. 2014 nahm er die Professur für Angewandte Lehr- und Lernforschung an der Universität Potsdam an. Seit Februar 2015 verstärkt er die Area Wirtschaftspädagogik der Fakultät für Betriebswirtschaftslehre der Universität Mannheim und hat den Lehrstuhl für Wirtschaftspädagogik V, insb. Technologiebasiertes Instruktionsdesign, inne.

## Veröffentlichungen (Auswahl)
- Diagnose lernabhängiger Veränderung mentaler Modelle. Entwicklung der SMD-Technologie als methodologisches Verfahren zur relationalen, strukturellen und semantischen Analyse individueller Modellkonstruktionen. Dissertation Universität Freiburg 2006 (Digitalisat).
- mit Norbert M. Seel: Online lernen und lehren. München/Basel 2009, ISBN 978-3-8252-3288-7.

Herausgeber
- mit Gosper, M. (2014). Curriculum models for the 21st century. Using learning technologies in higher education. New York: Springer.
- mit Eseryel, D., Ge, X. (2012). Assessment in game-based learning. Foundations, innovations, and perspectives. New York: Springer.
- mit Pirnay-Dummer, P., & Seel, N. M. (2010). Computer-based diagnostics and systematic analysis of knowledge. New York: Springer.
- mit Pirnay-Dummer, P., & Spector, J. M. (2008). Understanding models for learning and instruction. Essays in honor of Norbert M. Seel. New York: Springer.